# Euxoa ishidae
Euxoa ishidae là một loài bướm đêm trong họ Noctuidae.